# Airblue-Flug 202
Koordinaten: 33° 44′ 23″ N, 73° 3′ 29″ O
Airblue-Flug 202 war ein Linienflug der Airblue von Karatschi nach Islamabad, auf dem am 28. Juli 2010 ein Airbus A321-231 beim Landeanflug verunglückte. Die Maschine wurde bei dichtem Nebel und heftigem Monsunregen gegen die Margalla Hills geflogen, wobei alle 152 Insassen ums Leben kamen.
Es handelt sich um den bisher schwersten Flugunfall in Pakistan, und um den ersten Unfall eines Airbus A321 mit Todesopfern.

## Flugzeugtyp
Bei dem verunglückten Flugzeug handelte es sich um einen Airbus A321-231 mit dem Luftfahrzeugkennzeichen AP-BJB. Das Flugzeug wurde im Jahr 2000 neu an Aero Lloyd ausgeliefert und anschließend ab 2004 von Aero Flight genutzt, bevor es im Jahr 2006 an Airblue übergeben wurde. Es hatte ca. 34.000 Flugstunden bei etwa 13.500 Flügen hinter sich.

## Unfallhergang
Das Flugzeug startete um 7:50 Ortszeit (01:50 UTC). Laut ersten Berichten verloren die Fluglotsen am Benazir Bhutto International Airport um 09:43 Ortszeit (03:43 UTC) den Kontakt mit dem Flugzeug. Das schlechte Wetter hatte dazu geführt, dass ein anderes Flugzeug 30 Minuten vor dem Unfall zu einem anderen Flughafen ausweichen musste.
Flug 202 steuerte Islamabad vom Südwesten aus an. Er folgte damit einer Richtlinie, nach der in Richtung des Flughafens geflogen werden soll, bis Sichtkontakt möglich ist. Die Maschine sollte dann mit einem Abstand von 9,3 km um den Flughafen Richtung Norden und Osten herumfliegen, um sich für Landebahn 12 aufzureihen, die in Richtung Südosten verläuft. Das Flugzeug wurde außerhalb des 9,3-km-Radius (ca. 15 Kilometer nördlich des Flughafens) in die Berge geflogen.
Während die BBC die Zuständigen mit “There was nothing in conversations between the pilot and the Islamabad control tower that suggests anything was wrong.” zitiert (frei zu deutsch: „Der Funkkontakt zwischen Piloten und der Flugsicherung in Islamabad wies auf keinerlei Probleme hin.“), deuten Informationen der New York Times darauf hin, dass dies nicht so war. Die Zeitung beruft sich darauf, dass die Piloten gewarnt worden seien, dass sie von der Landebahn wegfliegen würden, woraufhin die Piloten “I can see.” antworteten (zu deutsch: „Das sehe ich.“). Der Fluglotse wies die Crew an, sofort nach links zu drehen, da die Margalla Hills direkt voraus seien (“Immediately turn left, Margalla Hills are ahead.”). Die Piloten antworteten erneut, dass sie dies sähen (“We can see it”). Ein Sprecher der Fluggesellschaft erklärte, dass kein Notruf abgesetzt wurde.
Laut offiziellem Unfallbericht reagierte der Kapitän weder auf mehrfache Hinweise des Ersten Offiziers noch auf insgesamt 21 Warnungen des Bodenwarngeräts EGPWS.
Pakistans Innenminister, Rehman Malik, führte aus, dass sich das Flugzeug in 2600 Fuß Höhe befand, als es Islamabad anflog, aber auf 3000 Fuß stieg, bevor es gegen den Berg geflogen wurde. Die geflogene Höhe von 2600 Fuß innerhalb des Radius von 5 km vom Flughafen lag über dem Sicherheitsminimum für die Sinkhöhe von 2510 Fuß über Meeresspiegel bzw. 852 Fuß über Boden.

## Reaktionen
In einer Erklärung auf der Website von Airblue hieß es: „Airblue, with great sadness, announces the loss of flight ED 202 inbound from Karachi to Islamabad. The flight crashed during poor weather and thick fog. We regret the loss of life and are investigating the exact circumstances of this tragedy. This will be presented as soon as possible.“ (zu deutsch: „Airblue gibt mit großer Trauer den Verlust des Fluges ED 202 auf dem Weg von Karatschi nach Islamabad bekannt. Der Flug verunglückte bei schlechtem Wetter und dichtem Nebel ab. Wir bedauern den Verlust von Menschenleben und sind dabei, die genauen Umstände dieser Tragödie zu untersuchen. Dies wird so bald wie möglich bekannt gegeben“.) In der Erklärung heißt es weiter: „Our hearts go out to the families and loved ones of the passengers and crew.“ (zu deutsch: „Unser Mitgefühl gilt den Familien und Angehörigen der Passagiere und der Besatzung.“). Das Verfahren zur Schätzung der Entschädigung für die Opfer durch die Versicherung von Airblue begann am 30. Juli 2010 mit ersten Schätzungen von 1.000.000 Pakistanischen Rupie (3.353,12 €) pro Opfer.
Sowohl der pakistanische Präsident Asif Ali Zardari, als auch Premierminister Yousaf Raza Gillani, sprachen den Familien der bei dem Unfall ums Leben gekommenen Passagiere ihr Beileid aus. Die pakistanische Regierung erklärte den 29. Juli 2010 zum nationalen Trauertag und kündigte eine Entschädigung in Höhe von 500.000 Pakistanischen Rupie (1676,56 €) für die Familien aller Opfer an. Der amerikanische Präsident Barack Obama gab eine Erklärung ab, in der er bestätigte, dass sich zwei Amerikaner an Bord des Flugzeugs befunden hatten, und sein Beileid ausdrückte: „Our thoughts and prayers go out to all of those touched by this horrible accident“ (zu deutsch: „Unsere Gedanken und Gebete gelten all jenen, die von diesem schrecklichen Unfall betroffen sind.“). Das Management von Airblue beschloss, zu Ehren der Toten ein Denkmal mit den Namen der Opfer zu errichten.